# Estação Ferroviária da Portela de Sintra

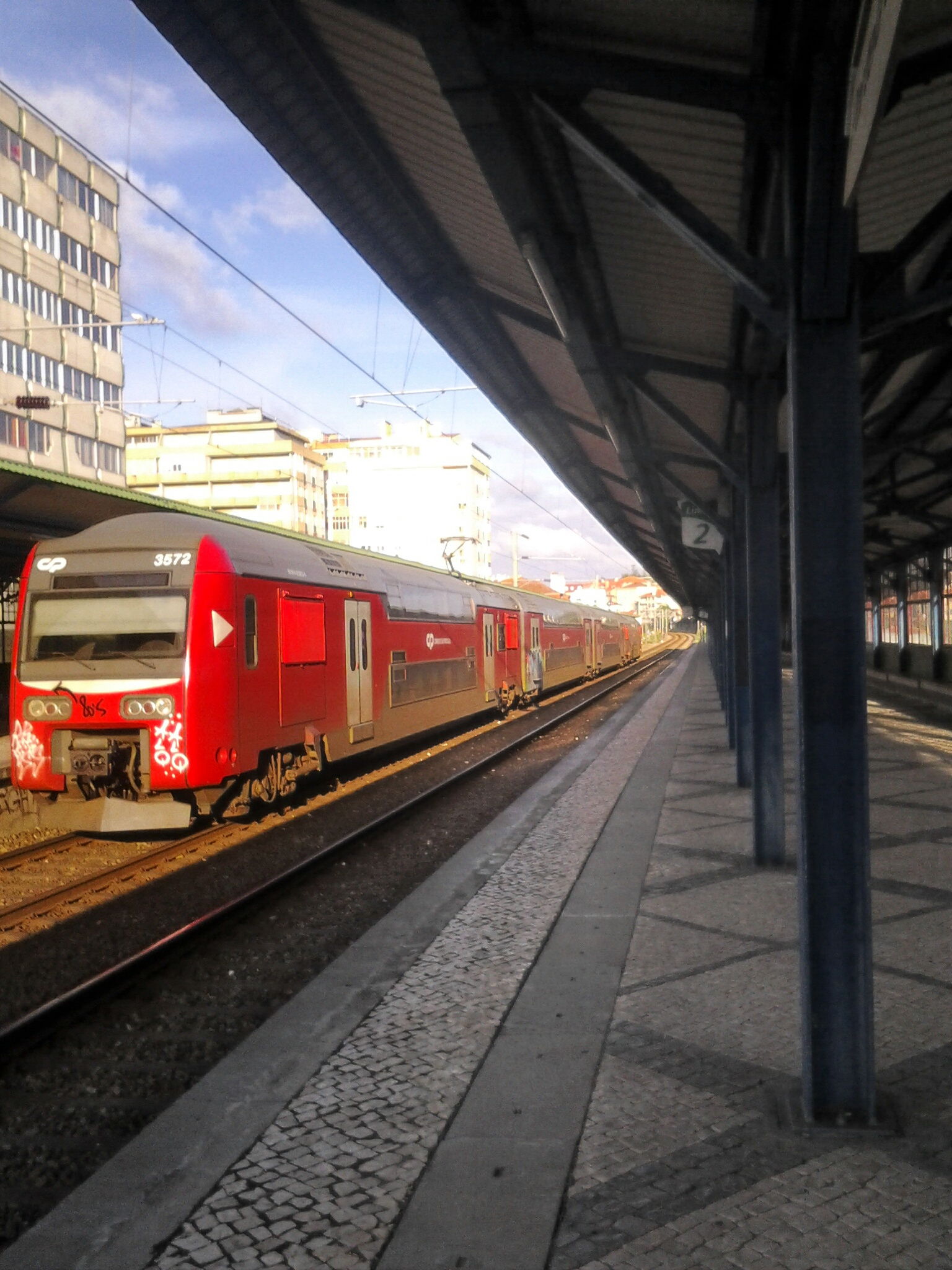
Automotora 3500 na Portela de Sintra, em maio de 2014.

A Estação Ferroviária da Portela de Sintra é uma gare ferroviária da Linha de Sintra, que serve as freguesias de Colares e Santa Maria e São Miguel, no concelho de Sintra, em Portugal. É utilizada pelos comboios da rede suburbana de Lisboa, geridos pela operadora Comboios de Portugal.

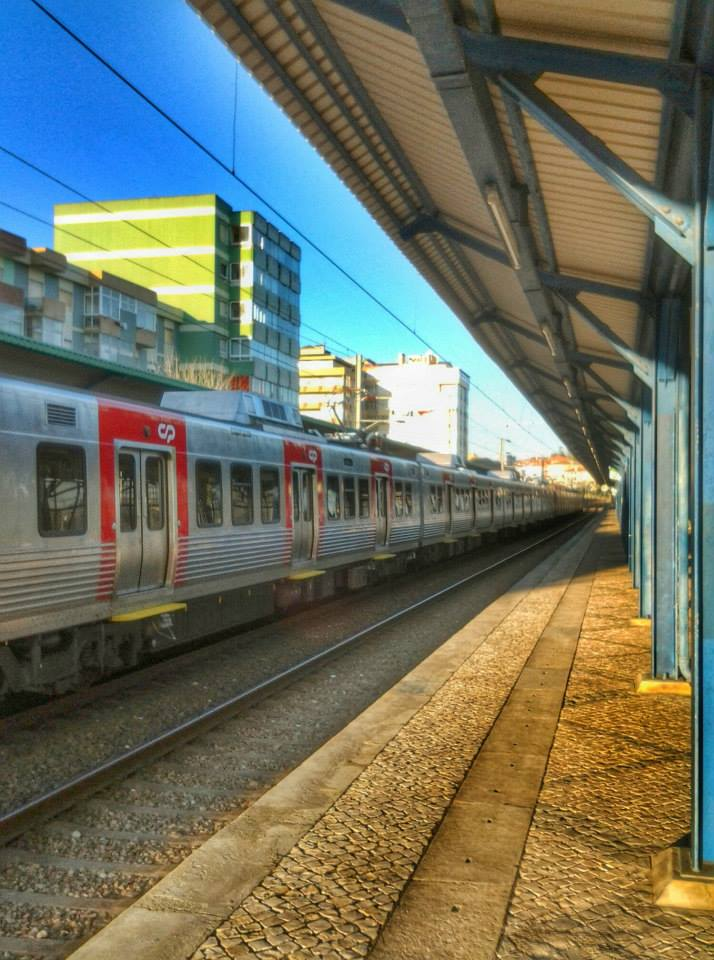
Vista da plataforma central em Portela de Sintra, 2014

## Descrição

### Localização
Esta interface situa-se junto ao Largo Vasco da Gama, na localidade de Sintra. Ambas as plataformas são dotadas de abrigo.

### Serviços
Esta estação é servida por comboios de passageiros da CP: urbanos (Linha de Sintra).

## História
Esta estação situa-se no troço entre Alcântara-Terra e Sintra, que entrou à exploração em 2 de Abril de 1887.